# NGC 1536
NGC 1536 è una galassia a spirale barrata di aspetto peculiare, situata nella costellazione del Reticolo, a una distanza di circa 58 milioni di anni luce dalla nostra Via Lattea.

## Scoperta
La galassia è stata scoperta il 4 dicembre 1834 dall'astronomo britannico John Herschel.

## Descrizione
NGC 1536 ha una classe di luminosità III.
Nella galassia sono presenti anche regioni di idrogeno ionizzato.

## Supernova

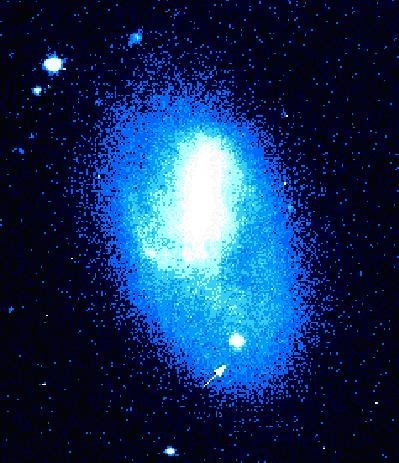
La posizione della supernova SN 1997d in NGC 1536.

Il 14 gennaio 1997, all'interno di NGC 1536 è stata scoperta la supernova SN 1997D dall'astronoma statunitense Duília de Mello. La supernova è stata classificata di tipo IIP.
Due articoli concordano sul fatto che la supernova SN 1997D fosse di tipo IIP, ma con differenti stime sulla massa della stella che ha prodotto l'esplosione.
Secondo Chugai e Utrobin, si trattava di una stella di massa compresa tra 8 e 12 volte quella del Sole. Secondo Turatto e al., la massa della stella era compresa tra 25 e 40 volte quella del Sole.

## Gruppo di NGC 1566 e del Dorado
Secondo uno studio pubblicato nel 2005 da Kilborn et al. NGC 1536 fa parte del Gruppo di NGC 1566 che comprende almeno altre 23 galassie, tra cui NGC 1515, NGC 1522, NGC 1533, NGC 1543, NGC 1546, NGC 1549, NGC 1553, NGC 1566, NGC 1596, NGC 1574, NGC 1581, NGC 1602, NGC 1617, IC 2032, IC 2038, IC 2049, IC 2058 e IC 2085. Il gruppo di NGC 1566 a sua volta fa parte del più esteso Gruppo del Dorado.